# Androkles (Sohn des Phintas)
Androkles (altgriechisch Ἀνδροκλῆς Androklḗs; † 746 v. Chr.) war gemäß Pausanias der Sohn des messenischen Königs Phintas aus dem Geschlecht der Aipytiden. Nach dem Tode seines Vaters übernahm er zusammen mit seinem Bruder Antiochos die Herrschaft in Messenien.
Im Jahre 746 v. Chr. kam es zu erheblichen Spannungen zwischen den Messeniern und Sparta, welches die Auslieferung des Polychares verlangte, der aus Rache für seinen getöteten Sohn jeden Spartaner, dem er begegnete, erschlug. Die Messenier riefen eine Volksversammlung ein. Während Androkles für die Auslieferung des Mörders war, plädierte sein Bruder dagegen. Bei der Versammlung griffen die Anhänger von Antiochos ihre Gegner an, wobei Androkles getötet wurde. Seine Tochter und sein Enkel flohen nach Sparta, weshalb nach der messenischen Niederlage am Großen Graben die Nachkommen des Androkles von den Spartanern Ländereien erhielten.
Die Historizität der literarisch ausgeschmückten Ereignisse wird in der Forschung kritisch bewertet und die bei Pausanias angegebenen Datumsangaben gelten als unkorrekt und sollten etwa 40 Jahr später angesetzt werden.
König Androkles ist möglicherweise identisch mit dem messenischen Olympiasieger Androklos, der an der dritten Olympiade 768 v. Chr. den Stadionlauf gewann.